# Tania Bari
Pour les articles homonymes, voir Bari (homonymie).
Tania Bari (de son vrai nom Bartha Treure) est une danseuse néerlandaise née à Rotterdam le 5 juillet 1936.
Interprète de Maurice Béjart à Paris dès 1957, elle le suit à Bruxelles et est un des premiers membres du Ballet du XXe siècle.
Elle a été longtemps la femme du journaliste et animateur radio Gérard Valet.